# ماریسلی
ماریسلی (به انگلیسی: Marışlı) یک روستا و دهکده در شهرستان سالیان در جمهوری آذربایجان است. جمعیت این روستا ۲۰۴۹ نفر است.